# Émilie Carpentier
Pour les articles homonymes, voir Carpentier.
Émilie Carpentier est une réalisatrice et scénariste de fiction française.

## Biographie
Émilie Carpentier étudie la littérature. Elle obtient une licence de lettres modernes. Elle se forme ensuite au métier de costumière pour le spectacle vivant. Elle suit une formation sur l'écriture de scénario à la Femis. En 2008, elle réalise son premier court-métrage de fiction. Les ombres qui me traversent est primé au Festival de Clermont-Ferrand.

## Carrière professionnelle
Émilie Carpentier propose pour son film L'Horizon, une fable basée sur le changement climatique et ses conséquences environnementales et sociétales. Le scénario s'inspire des zones à défendre, notamment celle de Notre-Dame-des-Landes et d'EuropaCity.
Le film met en exergue l'usage de la force et des violences policières exercées contre les manifestations non-violentes. Le film s'articule autour de deux jeunes appartenant à des communautés apparemment antagonistes. Adja vit dans une cité sensible. Arthur vit dans la ZAD : l'exploitation agricole de son père doit être détruite pour l'implantation d'un centre commercial. Le film est tourné en 2019, entre Creil et Villers-Cotterêts, avant la pandémie. Sa sortie en salle est repoussée en février 2022. En 2022, Émilie Carpentier s'installe à Lannion.

## Films
- Les ombres qui me traversent, 20 min, 2008
- Au Large, 25 min, 2011
- L'Horizon, 84 min, 2021

## Prix
- meilleure première œuvre de fiction, Festival de Clermont-Ferrand, 2008
- prix Qualité du CNC, 2011
- prix Cinefilos del Futuro – Festival de Séville, 2022